# آهارون آدیبکیان
آهارون آدیبکیان (ارمنی: Ահարոն Ադիբեկյան زاده ۲۷ فوریه ۱۹۴۲– درگذشته۳ ژانویه ۲۰۲۱) یک جامعه‌شناس اهل ارمنستان بود که ریاست مرکز پژوهشی نظرسنجی عمومی «سوتسیومتر» (“Sotsiometer” research center) را برعهده داشت.

## زندگی‌نامه
وی در ۲۷ فوریه ۱۹۴۲ در به دنیا آمد و از فارغ‌التحصیل دانشگاه پلی‌تکنیک ارمنستان و در سال ۱۹۷۱ از دانشگاه دولتی ایروان گشت. وی برنده جوایزی همچون جایزه شد. وی در ۳ ژانویه ۲۰۲۱ در سن ۷۸ سالگی در بر اثر ابتلا به بیماری کووید-۱۹ درگذشت.